# Stelio Fenzo
Stelio Fenzo, né le 3 septembre 1932 à Venise (Italie) et mort le 8 avril 2022 dans la même ville, est un dessinateur et un scénariste de bande dessinée italien.

## Biographie
Après avoir envisagé une carrière d'architecte, Stelio Fenzo se lance dans la bande dessinée en 1947 en rejoignant la revue L'Asso di Picche créée par Mario Faustinelli et Alberto Ongaro, à laquelle collabore notamment Hugo Pratt dont il devient l'assistant et l'ami et où il publie sa première histoire Indocina. Il entre au Giornale illustrato en 1948  puis au Vittorioso en 1950. 
En 1952, il part en Angleterre et travaille pendant une dizaine d'années avec les maisons d'éditions Fleetway et DC Thompson, dessinant principalement des histoires sentimentales et policières. 
En 1962, à son retour en Italie, il reprend plusieurs séries animées par Hugo Pratt, telles que Capitaine Cormorant et Kiwi. En 1968, il se tourne vers la bande dessinée érotique, créant notamment le personnage de Jungla pour les éditions Ediperiodici, qu'il dessine jusqu'en 1971, Mario Cubbino lui succédant alors. Il fournit un nombre impressionnant d'histoires pour magazines de bandes dessinées pour adultes dont beaucoup sont adaptées en français par Elvifrance pour ses diverses publications (Contes Satyriques, Culbutant, Histoires Sanglantes, Outre-Tombe…).
Parallèlement à cette activité, Stelio Fenzo collabore à compter de 1971 au magazine catholique Il Giornalino destiné à la jeunesse. Pour ce public, il produit de nombreuses séries dans les genres les plus variés: le western avec I racconti del Saloon, les aventures exotiques avec Amar-Singh… et adapte en bande dessinée des classiques de la littérature tels que Kim ou Le Dernier des Mohicans.